# Azer Rzayev
Azer Rzayev (en azéri : Azər Rzayev), né le 15 juillet 1930 à Bakou et mort le 14 décembre 2015 dans la même ville, est un compositeur soviétique puis azerbaïdjanais.

## Biographie et études
Azer Rzayev est né dans la famille du metteur en scène Huseyn Rzayev et la célèbre chanteuse d'opéra Haguigat Rzayeva. Il étudie à l'école de musique secondaire de 11 ans auprès du Conservatoire d'État d'Azerbaïdjan U.Hadjibeyli en classe de violon. En 1948-1953 il poursuit sa formation musicale au Conservatoire d'État d'Azerbaïdjan et le termine avec deux spécialités - composition et violon. 

## Parcours professionnel
En 1953, il commence à travailler comme professeur de violon dans une école de musique  et comme accompagnateur au conservatoire. À partir de 1963, il est l'auteur et l'animateur d'une série d'émissions à la télévision et à la radio: "Pages de l'histoire de la musique azerbaïdjanaise", "Sur les instruments de musique d'orchestre", "Portrait de nos compositeurs", "Le monde de la musique" . 
En 1965, il est nommé directeur artistique de l'Orchestre philharmonique d'État d'Azerbaïdjan M. Magomayev, en 1972-1988, il est directeur du Théâtre national d'opéra et de ballet d'Azerbaïdjan, en 1991-1999, et à partir de 1999 il est chef du département "Ensemble de chambre" au Conservatoire d’État d’Azerbaïdjan, il travaille comme chef du département des instruments à cordes.
En 1997, il crée l’ "Orchestre symphonique d’enfants" à l'école secondaire de musique Bulbul.

## Ses œuvres
Symphonie "Baku-90" (1990); Double Concerto pour violon, alto et orchestre symphonique (1990); Sonatine pour violon et piano (1990); "6 plaques symphoniques" pour orchestre symphonique (1991); Sonate pour trio piano, violon et violoncelle (1991); "Chanson lyrique" sur les paroles de Nizami Gandjavi pour voix et orchestre de chambre (1993); "Nocturne" pour orchestre de chambre (1993); "Cantilena" pour violoncelle et orchestre (1994); "Parle, Dieu" pour voix et orchestre symphonique (1995); "Réflexion" et "Gaytaghi" pour tar et orchestre de chambre / deux parties de "6 plaques symphoniques" / (1995); "Marche des jeunes musiciens" pour orchestre symphonique (1997); Les propos de A. Hussein dans la chanson "Petits-enfants" pour voix et orchestre symphonique (1998); 6 préludes pour piano (2000); Concerto pour 3 violons et orchestre symphonique (2000). Musique pour le film "Su ərizəsi", 1964 (déclaration d'eau). 

## Distinctions
- Médaille pour le travail distingué
- Homme d'art honoré
- Ordre de Chohrat
- Artiste du Peuple -1990
- Prix "Humay"
- Diplôme d'Honneur- 2010[4].